# Prender un Fuego
Prender un Fuego es el cuarto álbum de estudio de la cantante y compositora de rock argentina Marilina Bertoldi, lanzado el 3 de octubre de 2018. Fue producido por Brian Taylor y la propia Bertoldi, siendo este su primer trabajo a cargo de producción. Fue, además. masterizado en Reino Unido por Matt Colton. El disco cuenta con once canciones, incluyendo los cortes de difusión "Fumar de Día" y "O No?". En 2019, Bertoldi se llevó el máximo galardón de los premios Carlos Gardel por Prender un Fuego. Es la segunda mujer en obtener el Oro –Mercedes Sosa lo ganó en 2000– en los 19 años del concurso. “Lo ganó una lesbiana”, celebró Bertoldi esa noche.

## Antecedentes y grabación
Prender un Fuego tuvo una génesis accidentada. Las sesiones de grabación arrancaron en noviembre de 2017 en la casa de Marilina con el fin de ser un disco más de home studio y, por un error de software, se perdió el material logrado hasta ese momento, siendo casi la totalidad del álbum.
El 11 de mayo de 2018, Bertoldi lanzó el vídeoclip de "RACAT" en su canal de YouTube, sencillo que terminó no formando parte del álbum. Las sesiones de grabación que tuvieron lugar en la casa de Marilina sucedieron luego del lanzamiento de dicho corte de difusión. La cantante afirma: "A diferencia del resto del disco, Racat fue hecho como pudimos: con cosas prestadas en lugares prestados. Posteriormente a sacarlo, perdimos todo lo que teníamos y decidí grabarlo a un estudio. Eso le dio un sonido diferente a las otras canciones. Nunca había sacado un single ni tenía intenciones de hacerlo. Un poco terminó sucediendo sin querer y la verdad es que me gustó el concepto."
A mitad de 2018 decidió ir al Estudio Unísono, estudio a nombre de Gustavo Cerati, y a la Sonoteca y grabar de forma orgánica junto a Brian Taylor y Guillermo Salort, con el fin de mantener el toque natural en el sonido del material. En su tiempo en el estudio, Bertoldi aprovechó para componer nuevas canciones, siendo las últimas en formarse "O No?", "Fumar de Día" y "Nunca. La cantante concluye "Ese tiempo de recalcular me hizo ver que había temas que no me estaban cerrando. Me hizo componer las cuatro primeras canciones del disco, salvo el tercer tema, salieron a lo último y son mis favoritos del disco. Así que por algo salió." 

El primer corte de difusión, "Fumar de Día", fue lanzado el 28 de septiembre de 2018, con su respectivo vídeoclip, dirigido por Luli Shapochnik, Gonzalo Alipaz y Marilina Bertoldi. El disco salió a la venta el 3 de octubre de 2018 en todas las tiendas digitales. Respecto a su nombre, la canta plantea que marca un punto de madurez.
"El nombre es como una conclusión, un punto de madurez. Toda la vida quise y entendí que todo tiene que cambiar, que es un desastre y quiero prender fuego todo. Hasta que pude entender con el tiempo, y con el tiempo aprendes sobre paciencia, lo importante que es respetar la evolución natural de las cosas, porque las cosas a veces suceden y porque no. Entendí que para generar cambios grandes cada uno tiene que prender un fuego, uno solo, que es el suyo, el que tiene a su alcance. Y cuando levante la vista va a ver todos los fuegos de la gente prendida, y ahí es cuando se prende todo fuego. Uno no puede prender todo fuego, necesita del conjunto de la gente para hacerlo y eso es importante. Mientras cada uno se ocupe de su espacio, puede generar ese cambio que quiere mediante las pequeñas y grandes cosas. Así van a suceder los cambios." 
"O No?", segundo vídeoclip del álbum, fue lanzado el 5 de diciembre de 2018, contando con la misma dirección que el de "Fumar de Día".

## Gira Prender un Fuego
El disco fue presentado oficialmente el 13 y 14 de octubre en Niceto Club, en Buenos Aires. Posteriormente, también fue presentado en Córdoba y Rosario, y llegando además a presentarse en los festivales Buena Vibra, La Nueva Generación, Rock en Baradero y GRL PWR a lo largo de 2019.

## Lista de canciones
Todas las canciones por Marilina Bertoldi.
| N.º | Título             | Duración |  |
| 1.  | «O No?»            | 3:01     |  |
| 2.  | «Fumar de Día»     | 2:59     |  |
| 3.  | «La Casa de A»     | 3:16     |  |
| 4.  | «Nunca»            | 3:09     |  |
| 5.  | «Correte»          | 2:48     |  |
| 6.  | «China»            | 3:39     |  |
| 7.  | «Tito Volvé»       | 3:51     |  |
| 8.  | «Intervalo»        | 3:16     |  |
| 9.  | «Techo»            | 2:38     |  |
| 10. | «Remis»            | 4:21     |  |
| 11. | «Prender un Fuego» | 4:01     |  |

## Personal
Músicos
- Marilina Bertoldi - voz principal, coros, guitarra, sintetizadores, teclados, bajo
- Brian Taylor - guitarra, bajo, nylon, programación, sintetizadores, teclados
- Guillermo Salort - batería
- Rodrigo Crespo - guitarra acústica en "Tito Volvé"
- Francisco Azorai - sintetizadores y teclados en "China", "Techo" y "Remis"

Personal de grabación
- Brian Taylor - producción, grabación y mezcla
- Marilina Bertoldi - producción
- Rodrigo Crespo - coproducción en "Tito Volvé"
- Nicolás "Parker" Pucci - drum doctor
- Matt Colton - master

Personal adicional
- Waleco - arte de tapa